# كأس العالم للأندية للسيدات
كأس العالم للأندية للسيدات هي بطولة مقترحة لكرة قدم للسيدات تحت إشراف وتنظيم الاتحاد الدولي لكرة القدم.في يوليو 2019 أقترح جياني إنفانتينو رئيس الفيفا إقامة البطولة في أقرب وقت ممكن.

## التاريخ
كانت بطولة الأندية الدولية للسيدات (IWCC) أول مسابقة دولية سنوية تتنافس فيها الأندية النسائية البطلة. تأسست المسابقة ونظمها الاتحاد الياباني لكرة القدم ودوري إل. أقيمت أول بطولة دولية للأندية النسائية في اليابان في نوفمبر 2012 بمشاركة أربعة فرق: أولمبيك ليون (أوروبا)، كانبيرا يونايتد (أستراليا)، إناك ليونيسا (اليابان) وإن تي في بيليزا (الفائز بالكأس، اليابان). فاز بها ليون.
في أكتوبر 2012، أعلن يوشينوري تاغوتشي، المسؤول التنفيذي الأول في دوري إل، أنه يعتزم استمرار بطولة الأندية الدولية للسيدات لمدة ثلاث سنوات والتوسع لتشمل المزيد من أبطال القارات. كان من المتصور أيضًا أن يصادق الفيفا في النهاية على البطولة باعتبارها معادلاً نسائيًا لكأس العالم للأندية.
في أكتوبر 2013، استمعت اللجنة التنفيذية للفيفا إلى اقتراح من فريق عمل كرة القدم النسائية التابع لها لاستكشاف فكرة إقامة كأس عالم رسمي للأندية للسيدات من الفيفا. ذهب مجلس إدارة النادي البرازيلي ساو خوسيه، الفائز بـكأس ليبرتادوريس للسيدات 2013، إلى حد القول بأن الفيفا قد وافق على إقامة بطولة بين الأندية بين بطل أمريكا الجنوبية وبطل دوري أبطال أوروبا للسيدات 2012–13 فولفسبورغ خلال عام 2014. ومع ذلك، فإن المباراة المقترحة بين بطلي القارتين لم تتجاوز مراحل التخطيط.
في عام 2015، اقترح فريق عمل كرة القدم النسائية التابع للفيفا مرة أخرى إنشاء كأس العالم للأندية للسيدات. كما اقترح فريق العمل زيادة عدد الفرق وتطوير المسابقات على مستوى الاتحادات القارية فيما يتعلق بكأس العالم للأندية للسيدات.
وُصفت مباراة ودية أقيمت بين نادي أرسنال للسيدات (حامل لقب كأس الاتحاد الإنجليزي للسيدات) وسياتل رين إف سي (حامل لقب درع NWSL) في 26 مايو 2016 (انتهت بالتعادل 1-1) في ملعب ميموريال في سياتل بأنها "نقطة انطلاق نحو الفكرة الكبرى لكأس العالم للأندية للسيدات من الفيفا."
في عام 2017، ذكرت ساراي بارمان، كبيرة مسؤولي كرة القدم النسائية، إمكانية إقامة كأس العالم للأندية للسيدات، قائلةً "يجب أن نكون حذرين للغاية بشأن كيفية تقديمه، ومتى نقدمه، ويجب أن يشمل جميع المناطق. كما تعلمون جيدًا، ليست كل المناطق على نفس المستوى من التطور ولكن هناك فرصة مذهلة موجودة، ولكن يجب أن نكون استراتيجيين وحذرين للغاية بشأن كيفية القيام بذلك."
خلال المؤتمر الصحفي الختامي لـكأس العالم للسيدات 2019، قدم الرئيس جياني إنفانتينو اقتراحًا لإنشاء البطولة "في أقرب وقت ممكن" كخطوة نحو التطور المستقبلي لكرة القدم النسائية. في ديسمبر 2022، أعلن الفيفا عن خطط لإنشاء كأس العالم للأندية للسيدات، لكن تقويم كرة القدم النسائية سيبقى دون تغيير حتى عام 2025.
في مايو 2024، أعلن الفيفا أن النسخة الافتتاحية للبطولة ستقام في يناير وفبراير 2026 وستضم 16 فريقًا. تم التأكيد على أن المسابقة ستقام كل أربع سنوات. كما أعلن الفيفا أنه ستكون هناك مسابقة عالمية ثانية للأندية للسيدات مماثلة لـكأس القارات للأندية للرجال تُقام سنويًا في السنوات التي لا تُقام فيها كأس العالم للأندية للسيدات بدءًا من عام 2027. تم تأجيل النسخة الافتتاحية لاحقًا إلى عام 2028 وتوسيعها من 16 إلى 19 فريقًا بينما تم تقديم المسابقة الثانية، كأس أبطال الفيفا للسيدات، إلى عام 2026.